# 村石雅行
村石 雅行（むらいし まさゆき、1964年7月19日 - ）は、日本のドラマー、音楽プロデューサー。熊本県熊本市出身。血液型はA型。

## 人物
ドン・グルーシン、渡辺香津美、高中正義、国府弘子などジャズやフュージョンのセッションライブ、スタジオワークから、フジテレビ系列「LOVE LOVE あいしてる」「僕らの音楽」「FNS歌謡祭」などへのTV出演と、多方面で精力的に活動。アーティストからの信頼も厚く、松任谷由実、吉田拓郎、椎名林檎、クライズラー&カンパニー、DREAMS COME TRUE、ポルノグラフィティ、国府弘子、アンジェラ・アキ、スキマスイッチらのバックバンドのメンバーとしてツアーサポートを務めるほか、スタジオ・ミュージシャンとして数多くの作品のレコーディングに参加している。またドラム・スクール「村石雅行ドラム道場」を運営するなど、後進の育成にも尽力している。
東京藝術大学在学中、高等学校教員免許状（音楽）を取得。
幼少の頃より空手や剣道などの格闘技や武道を学ぶ。そのため自らを「闘魂ドラマー」と称し、「闘魂ビデオ」という名の教則ビデオも出している。

## 楽器
- ドラムセットはどんな仕事においても一貫してほぼ変わらず、ワンバスにツインペダル、タムが2つで、通常のクラッシュシンバルを使用しない点がこだわりである。セッティングの特徴としては可能な限り椅子とハイハットを高くする点が挙げられる。椎名林檎のツアーを収録したライブビデオでは、ほぼ立っているのと変わらないほどの高さにセッティングされた椅子を確認することが出来る。
- シンバルはセイビアン[注 1]を多用する。
- ドラムのメーカーはパール[注 2]を愛用する。
- RolandのV-drums（電子ドラム）を使用する第一人者としても知られ、開発にも携わっている[4][5]。

## 略歴
幼少期からピアノを習っていたが、中学時代にバンドを結成してドラムを始める。文化祭ではアリス、ゴダイゴ、チープトリックのコピーを演奏。
熊本県立済々黌高等学校に進学するとパンク・ロックバンドに所属し、チェッカーズやロッカーズなどを輩出したYAMAHA主催の音楽コンテスト「エルモーション」などに出場。
東京芸術大学音楽学部打楽器科に入学。在学中から音楽活動を始め、おニャン子クラブ、工藤静香、森高千里らのバッキングを務める。
大学卒業後、1988年にプログレッシブ・ロックバンドのKENSOに加入し、2003年まで在籍する。また同じ芸大の後輩、葉加瀬太郎率いるクライズラー&カンパニー等のサポートも始める。
1994年、30歳の時に松任谷由実のツアーメンバーとして全国ツアーデビュー。以後、参加を続ける。
1999年から2000年まで、椎名林檎のバックバンド・虐待グリコゲンのメンバーとして全国ツアーなどに参加。また2ndアルバム『勝訴ストリップ』のレコーディングにも参加。
2000年6月4日、松任谷由実のツアーバンドのコーラスだった佐藤有香（現・村石有香）と入籍。結婚報告は松任谷が直々にコンサートのMCで行った。
2003年、インディーズバンド「the SNUFF ROLL」のアルバムを初プロデュース。同年10月5日、長男誕生。
2005年、ギタリストの矢堀孝一が結成したフュージョンバンド「FAZJAZ」に参加。同年、アンジェラ・アキの1stシングル「HOME」からレコーディングに参加するようになる。
2006年7月13日、長女誕生。
2007年からアンジェラ・アキの全国ツアーに参加。
2009年からスキマスイッチの全国ツアーに参加。
2011年4月、ドラムスクール「村石雅行ドラム道場」を東京都内に開校。本格的に若手プロドラマーの育成を始める。
2015年、19年ぶりに活動を再開したクライズラー&カンパニーのツアーに参加。

## 参加グループ
- FAZJAZ.jp（2001〜現在）

2005年から現在まで在籍。
矢堀孝一（G）/日野賢二（B）/村石雅行（Ds）/松本圭司（Key）。
- KENSO（1988〜2004）

1988年から2003年まで在籍。
清水義央（G）/小口健一（Key）/光田健一（Key）/三枝俊治（B）/村石雅行（Ds）。

## プロデュース
- the SNUFF ROLL（2003〜2007）
  - 『torch』（2003年10月29日）
  - 『Kao』（2004年10月13日）
  - 『解音（げね）』（2005年11月16日）

## レコーディング/ライブサポート

### レコーディング
- 絢香
  - アルバム『First Message』（#3「Sha la la」）
  - シングル「おかえり」（#2「迷路」）「夢を味方に/恋焦がれて見た夢」（#2「恋い焦がれて見た夢」）
- 有安杏果（ももいろクローバーZ）
  - ミニアルバム『ココロノセンリツ♪ feel a heartbeat』（「feel a heartbeat」）
- THE ALFEE
  - アルバム『GLINT BEAT』（#9「UNCROWNED KINGDOM」）
- アンジェラアキ
- いきものがかり
  - 配信曲「スピリッツ」
  - アルバム『NEWTRAL』（DISC1 #5「会いにいくよ」）
- 稲葉浩志 (B'z)
  - シングル「羽」（#2「Symphony#9」）
- 上戸彩
  - シングル「風をうけて」
- Every Little Thing
  - シングル「宙 -そら-/響 -こえ-」（#2「響 −こえ−」）
- 川畑要 (CHEMISTRY)
  - アルバム『ON THE WAY HOME』（#7「リフレインが叫んでる」, #10「HOME」）
- 木村カエラ
  - アルバム『Scratch』（#5「dolphin」）
- KinKi Kids
  - シングル「BRAND NEW SONG」
- クライズラー&カンパニー
  - 「新世界」「カプリス」「交響曲第5BURN“炎のベートーヴェン”」「ジュピター」
- GRANRODEO
  - シングル「Go For It!」（#2「mistake」）
- Crystal Kay
  - シングル「きっと永遠に」
- GLAY
  - アルバム『MUSIC LIFE』 (#3, #9)
  - シングル「DARK RIVER/Eternally/時計」（#1「DARK RIVER」）「BLEEZE 〜G4・III〜」（#2「外灘SAPPHIRE」）
- Ken（L'Arc〜en〜Ciel）
  - シングル「Speed」
- Golden Circle of Friends feat. 寺岡呼人・松任谷由実・ゆず
  - シングル「ミュージック」
- 小南泰葉
  - ミニアルバム『嘘憑キズム』（#3「藁人形売りの少女」）
- GTO　
  - 番組メインテーマ
- 椎名林檎
  - アルバム『勝訴ストリップ』 (#3, #6, #7, #11, #12)『唄ひ手冥利〜其ノ壱〜』（亀パクト・ディスク）
  - シングル「幸福論」（#3「時が暴走する」[注 4]）「本能」（#1「本能」）「ギブス」（#2「東京の女」, #3「Σ」）「罪と罰」（#1「罪と罰」, #2「君ノ瞳ニ恋シテル」, #3「17」）
- JAM Project
  - シングル「牙狼 〜SAIVER IN THE DARK〜」
- 白（CV. 茅野愛衣）
  - シングル「オラシオン」
- supercell
  - アルバム『Today Is A Beautiful Day』 (#3 - #6, #11)
- スキマスイッチ
  - シングル「全力少年」
- TM NETWORK
  - アルバム『QUIT30』（Disc.1 #3 - #5, #11 - #14/ Disc.2 #2 - #5）
- TETSU69 / TETSUYA（L'Arc〜en〜Ciel）
  - アルバム『Suite November』(#1,#5,#8)、『COME ON!』(#1-#7,#9-#10)、『STEALTH』(#2-#3,#9)
  - シングル「蜃気楼」「15 1/2 フィフティーンハーフ」「Can't stop believing」「Roulette」「LOOKING FOR LIGHT」「lonely girl」「Make a Wish」
- Do As Infinity[注 5]
- 中島美嘉
  - シングル「雪の華」「FIND THE WAY」
- 浜崎あゆみ
  - 「(miss)understood」
- 一青窈
  - アルバム『私重奏』（#2「LINE」）
- 平井堅
  - シングル「バイマイメロディー」
- Buono!
  - シングル「恋愛♥ライダー」「Kiss!Kiss!Kiss!」「ガチンコでいこう!」
- 堀江由衣
  - アルバム「黒猫と月気球をめぐる冒険」（#4「Pure」）
  - アルバム「Darling」（#4「かみさまおねがい」）
- ポルノグラフィティ
  - シングル「ジョバイロ/DON'T CALL ME CRAZY」（#3「ジョバイロ」）「ハネウマライダー」（#1「ハネウマライダー」, #2「ジューンブライダー」, #3「タネウマライダー」）「シスター」「黄昏ロマンス」「ネオメロドラマティック/ROLL」（#1「ネオメロドラマティック」）「幸せについて本気出して考えてみた」
- 水樹奈々
  - アルバム『HYBRID UNIVERSE』（#1「残光のガイア」）
  - シングル「深愛」
- misono
  - シングル「ホットタイム/A. 〜answer〜」（#1「ホットタイム」）
- miwa
  - シングル「don't cry anymore」（#3「Wake Up, Break Out!」）「441」「fighting-φ-girls」（#2「空の彼方」）
- モーニング娘。
  - シングル「ここにいるぜぇ!」
- 森広隆
- LAZY
  - シングル「Reckless」
  - シングル「Slow and Steady」

### ライブサポート
- アンジェラ・アキ（2007年〜2014年）
- 岡本真夜（2003年）
- 落合徹也
- おニャン子クラブ
- 工藤静香
- クライズラー&カンパニー（1989年〜1996年、2015年）
- 桑田佳祐（2017年）[注 6]
- globe（2002年）
- 国府弘子（1998年〜2003年）
- 椎名林檎（虐待グリコゲン）（1999年〜2000年）
- JAM Project（2005年）
- スキマスイッチ（2009年〜）
- 高中正義（2004年〜2005年）
- 滝野聡
- 武部聡志（2017年）[注 7]
- D-LITE from BIGBANG（2013年）
- Tourbillon（2005年）
- 冨田ラボ（2006年、2011年、2014年）
- 中島美嘉（2004年）
- 西脇辰弥（2000年）
- 葉加瀬太郎（2003年〜2005年、2013年）
- 林田健司（2002年）
- ピカソ
- 藤井フミヤ
- 本間昭光（2015年）[注 8]
- 松任谷由実（1994年〜2007年）
- ももいろクローバーZ（ダウンタウンももクロバンド）（2013年〜）
- 森高千里
- 森広隆（2008年〜）
- 吉田兄弟（2006年）
- 吉田拓郎（1998年〜1999年）
- LAZY（2017年～2018年)

## 出演
- 「LOVE LOVEあいしてる」（フジテレビ系音楽番組） - レギュラー